# Doug Wildey
Douglas Samuel Wildey (Yonkers, 2 de maig de 1922 - Las Vegas, 4 d'octubre de 1994) va ser un dibuixant i autor de còmics estatunidenc més conegut per la creació de la sèrie de televisió d'animació de 1964 Jonny Quest per a Hanna-Barbera Productions.

## Biografia
Wildey va néixer i va créixer a Yonkers, Nova York, al costat de la ciutat de Nova York. Va fer el servei militar en la Segona Guerra Mundial a la Naval Air Station Barbers Point de Hawaii, on va començar la seva carrera artística com a dibuixant del diari de la base. Va recordar el seu inici professional com a independent per a la revista i la companyia de còmics Street &amp; Smith el 1947. Com que els crèdits per a escriptors i artistes de còmics no es donaven de manera rutinària durant aquesta època, les primeres obres confirmades de Wildey són dues peces signades a Top Secret núm. 9 de la mateixa editorial (juny de 1949): un anunci de casa d'una pàgina i la història d'aventures de 10 pàgines "Queen in Jeopardy", d'un escriptor desconegut.
Va dibuixar principalment còmic de l'oest per a revistes juvenils de còmics com Buffalo Bill, Gunsmoke (no relacionat amb la sèrie de televisió posterior) i Indian Fighter. També va col·laborar en les editorials Master Comics, Story Comics, Cross Publications i possiblement en altres, observant maliciòsament que havia treballat per a totes les editorials excepte EC, "la bona".
El 1952, Wildey va traslladar la seva família -esposa Ellen i filla Debbie- a Tucson, Arizona. Dos anys més tard, va començar una etapa regular a Atlas Comics, el precursor de la dècada de 1950 de Marvel Comics, on va dibuixar dotzenes de còmics de l'oest fins al 1957, principalment històries de quatre i cinc pàgines en títols com Frontier Western. El seu art també va aparèixer en els còmics de terror-fantasia d'Atlas Journey into Unknown Worlds, Marvel Tales, Mystery Tales, Mystic, Strange Tales, Uncanny Tales i altres.
L'historiador Ken Quattro descriu el western "més notable" de Wildey com la sèrie d'Atlas Outlaw Kid, de 19 números, "la seva interpretació del clàssic antiheroi de l'oest", en què Wildey il·lustrava tres o quatre històries per número:
| « | (anglès) In concept, it was typical of all the Stan Lee-created Kids (Colt, Rawhide, Two-Gun, Ringo, etc.). What set it apart was Wildey's art ... The Outlaw Kid was a monthly opportunity for Wildey to hone and develop his burgeoning art skills. Using Outlaw Kid #11 (May 1956) as an example of his work well into the series, the influence of cinema on his work is evident. Though he may have had this influence all along, now it is readily apparent, with panels staged like film scenes. The characters have a realistic, illustrative look to them ... Most significantly, his artwork finally had the consistent luster of professionalism. Wildey varied his inking from the fine stroke of an etching to the bold use of solid blacks to attain dramatic chiaroscuro effects. | (català) En concepte, era el típic Kid creat per Stan Lee (Colt, Rawhide, Two-Gun, Ringo, etc.). El que el va diferenciar va ser l'art de Wildey... "The Outlaw Kid" va ser una oportunitat mensual per a Wildey de perfeccionar i desenvolupar les seves competències artístiques florents. Utilitzant Outlaw Kid núm. 11 (maig de 1956) com a exemple de la seva obra fins ben entrada la sèrie, la influència del cinema en la seva obra és evident. Tot i que pot haver tingut aquesta influència durant tot el temps, ara és fàcil de veure, amb vinyetes escenificades com escenes de pel·lícules. Els personatges tenen un aspecte realista i il·lustratiu per a ells... El més significatiu és que, finalment, la seva obra d'art va tenir el llustre constant de professionalitat. Wildey va variar la seva tinta des del traç fi d'un aiguafort fins a l'ús audaç de negres sòlids per aconseguir efectes dramàtics de clarobscur. | » |

Gran part d'aquest treball va ser reimprès per Marvel des del 1970 fins al 1974, exposant el seu treball a una generació posterior.
Després d'una reducció d'Atlas Comics el 1957- durant la qual l'empresa va barrejar un munt d'històries d'inventari de Wildey i molts altres amb material nou durant dos o tres anys- Wildey va treballar independentment en un petit nombre d'històries d'antologia autònomes per a altres dues editorials: Harvey Comics, als títols de ciència-ficció/fantasia Alarming Tales núm. 3-5 (gen. -Sept. 1958), i Black Cat Mystic núm. 62 (març de 1958), Hi-School Romance núm. 73 (març de 1958) i Warfront # núm.4 (setembre de 1958); i DC Comics, a Tales of the Unexpected núm. 33 i 35 (novembre de 1958, març de 1959), House of Secrets núm. 17 (febrer de 1959), My Greatest Adventure núm. 28 i 32 (novembre de 1958 i juny de 1959), i House of Mystery núm. 89 (agost de 1959). Posteriorment, també va dibuixar el primer número de la sèrie de televisió de Dell Comics , Dr. Kildare, alias Four Color núm. 1337, juny de 1962.
Ja sigui el 1959 o el 1961 (les fonts varien) va assumir l'art de la llarga tira còmica The Saint de New York Herald Tribune Syndicate de l'escriptor Leslie Charteris. Algunes de les seves tires van ser entintades per Dick Ayers, ja que els terminis per produir una tira diària i dominical van resultar descoratjadors. La tira va acabar el 1962. Afegint credibilitat a aquesta última data Wildey va passar part de 1960, possiblement només un mes, dibuixant a llapis la famosa tira còmica del seu ídol Milton Caniff Steve Canyon i tractant, sense èxit, de posar en marxa la seva pròpia tira sindicada.

### Animació televisiva
Després del final de la tira The Saint el 1962, Wildey va trobar, a través d'un anunci al butlletí de la National Cartoonists Society, el que inicialment era una feina d'animació televisiva a Los Angeles, Califòrnia, treballant amb l'artista Alex Toth a la sèrie d'animació de Cambria Productions de 1962 Space Angel. Wildey finalment va treballar a la sèrie durant unes 12 o 14 setmanes.
Wildey va escriure i va dibuixar una presentació, utilitzant revistes com Popular Science, Popular Mechanics i Science Digest "per projectar el que passaria d'aquí a deu anys", i va idear o actualitzar fantàsticament dispositius com un "skowskimmer" i hidròpter. Quan Hanna-Barbera no va poder obtenir els drets de Jack Armstrong, l'estudi va fer que Wildey reelaborés el concepte. Wildey "va anar a casa i va escriure Jonny Quest aquella nit- el que no va ser tan dur". Es va inspirar en les pel·lícules de Jackie Cooper i Frankie Darro, la tira còmica de Milton Caniff Terry and the Pirates i, a instàncies de Hanna-Barbera, la pel·lícula de James Bond Dr. No. Hanna-Barbera es va negar a donar-li un crèdit "creat per", va dir Wildey el 1986, i ell i l'estudi "finalment van arribar a "Basat en una idea creada per", i aquest era el meu crèdit".
La sèrie d'animació de televisió en primera hora Jonny Quest es va estrenar a ABC el 18 de setembre de 1964.
Wildey no va dissenyar el gos domèstic de perfil més còmic, Bandit, dissenyat per l'animador Richard Bickenbach.

### Tornada als còmics
A mitjans de la dècada de 1960, Wildey va tornar als còmics, dibuixant històries per als primers números de Thrill-O-Rama de Harvey Comics, Unearthly Spectaculars (totes dues sèries d'octubre de 1965) i Double-Dare Adventures (desembre de 1965). El més significatiu durant aquest temps, va col·laborar amb l'escriptor Gaylord DuBois en la sèrie amb llicència de Gold Key Comics, Tarzan, quan aquell còmic de llarga durada, que havia reproduït històries dibuixades per Russ Manning, va començar a produir un nou treball a partir del número 179 (setembre de 1968). L'obra del duo va aparèixer fins al número 187 (setembre de 1969).
Després d'un parèntesi en els còmics, trencat només per tres històries de 1971 per a les revistes de terror Psychw and Nightmare en blanc i negre per a Skywald Publications, més la història de Haunted Tank "The Armored Ark" a G.I. Combat núm. 153 de DC Comics 1972), Wildey va crear la tira còmica Ambler, que es va publicar de 1972 a 1975. Sindicada als diaris pel Chicago Tribune New York News Syndicate, la tira contemporània narrava les aventures d'un músic folk itinerant.
Després, Wildey va tornar als còmics per fer històries de la sèrie d'antologia d'humor-terror d'Archie Comics Mad House, Gold Key's Mystery Comics Digest i Our Army at War i Sgt. Rock Rock de DC Comics entre altres títols. Tornant a les seves arrels de còmics de l'oest, va dibuixar la història "Jonah Hex" a Weird Western Tales núm. 26 de DC (febrer de 1975) i va co-crear amb l'escriptor Larry Lieber la història "Kid Cody, Gunfighter" a Western Action d'Atlas/Seaboard Comics núm. 1 (febrer de 1975).
Com a artista i escriptor, Wildey va crear el seu propi serial de l'oest, "Rio", publicat a Eclipse Monthly núm. 1-10 (agost de 1983 - juliol de 1984) d'Eclipse Comics, i va tornar a la seva creació més destacada aquella dècada amb una sèrie de còmics de Jonny Quest publicada per Comico. Wildey va escriure i dibuixar les històries a Jonny Quest núm. 1 (juliol de 1986) i Jonny Quest Classics núm. 1-3 (maig-juliol de 1987), i va proporcionar diverses portades. Comico també va reimprimir diverses de les seves històries de Rio en un one-shot de juny de 1987, i Wildey va produir noves històries de Rio per a la minisèrie Rio at Bay, de dos números de Dark Horse Comics (juliol-agost de 1992).
El seu darrer treball original de còmics va ser l'art pintat per a la història de l'oest de vuit pàgines "The End of the Time of Leinard" dels escriptors Faye Perozich i Harlan Ellison a Harlan Ellison's Dream Corridor Special de Dark Horse (gener de 1995).

### Mort
Wildey va morir d'insuficiència cardíaca a Las Vegas, Nevada, el 5 d'octubre de 1994.